# Городно (Дедовичский район)
Городно — деревня в Дедовичском районе Псковской области России. Входит в состав Пожеревицкой волости.
Расположена на северо-западе района, на северном берегу Городновского озера, в 21 км к западу от райцентра Дедовичи и в 10 км к западу от деревни Дубровка.

## Население
| 2000 | 2001 | 2002 | 2010 |
| ---- | ---- | ---- | ---- |
| 49   | →49  | ↘43  | ↘33  |

Численность населения деревни по оценке на начало 2001 года составляла 49 жителей.

## История
До 2005 года деревня входила в состав Горушкинской волости, упразднённой затем в пользу Дубровской волости. С 2005 до 2010 гг. деревня входила в состав Дубровской волости, упразднённой в июне 2010 года в пользу Пожеревицкой волости.